# Joan Padrós i Fornaguera
Joan Padrós i Fornaguera (Badalona, 1901 - ídem. 1966) fou un arquitecte català.
Nascut en una família de constructors badalonins, va estudiar al Col·legi dels Maristes de Badalona, després a l'Institut de Barcelona i el 1925 va obtenir el títol d'arquitecte per l'Escola d'Arquitectura de Barcelona, el mateix any, abans d'obtenir el títol, ja figurava en una llista general d'arquitectes residents a Espanya. El seu projecte de final de carrera va ser un «Casino en una playa de moda».
Fou arquitecte municipal de Badalona. Tingué un primer període racionalista, reflectit en les cases de Sarrià i el cinema Principal de Badalona. Després adoptà un eclecticisme que no abandonà, en són exemples l'edifici de l'empresa Cros al Passeig de Gràcia (1929), la reforma d'un banc a la Rambla dels Estudis de Barcelona i el panteó de la família Parera (1931) al cementiri de Granollers, en col·laboració amb Frederic Marés.
En temps de la República, com arquitecte municipal, va ser juntament amb l'arquitecte Joan Pujol, autor del conjunt de cases de l'illa urbana entre la riera de Sant Joan i el carrer de Sant Ramon, conegudes com les "cases verdes", inacabat. També restaurà l'església de Santa Maria, la dels frares Carmelites, i construí l'església de Nostra Senyora de la Salut, al barri homònim. Arquitecte municipal adjunt, sense retribució i afecte als serveis de cultura i cases barates el 13 de novembre de 1934, en temps de Pere Borràs Milà. Fou arquitecte municipal interí pocs mesos després del 27 de gener de l'any següent.

## Obres

### Badalona
| Any       | Nom                                      | Ubicació                                                           | Descripció | Imatge |
| --------- | ---------------------------------------- | ------------------------------------------------------------------ | --- | ------ |
| 1926-1929 | Casa Empar                               | C. Sant Bru, 23-25                                                 | Edifici de baixos i dues plantes, destinat a asil per a persones de totes les edat i gèneres. Façana resolta amb criteris simples, decorada amb esgrafiats de l'època. Enquadrada en un cert 'mediterranisme'. |        |
| 1927      | Antiga Ferreteria Badalonesa             | C. de Mar, 44                                                      | Botiga disposa en parcel·la llarga i estreta en doble alçada. El pis superior utilitza un corredor perimetral de ferro, que encara es conserva.                                                                |        |
| 1930      | Reforma del Mas Oliver                   | Camí de Mas Oliver, Canyet                                         | Reforma i ampliació. |        |
| 1931      | Panteó dels Parera                       | Cementiri de Granollers                                            | Col·laboració amb Frederic Marés. |        |
| 1931      | Casa Pere Roselló                        | Cantonada c. Colom, c. Ignasi Iglesias i av. sant Ignasi de Loiola | Intent de resoldre correctament la confluència dels tres carrers. Té un valor arquitectònic dubtós i, tanmateix, les façanes no són les originals.                                                             |        |
| 1946      | Ampliació de la casa Leonard Le Prevost  | Av. Martí Pujol, 37-41                                             | Reforma per convertir un habitatge unifamiliar en dues cases independents. Comportà la creació d'un cos d'edifici que va ocupar la zona de llevant.                                                            |        |
| 1946-1951 | Església del Sant Crist de Canyet        | Barri de Canyet                                                    | En substitució de l'antiga, cremada a la Guerra Civil. |        |
| 1947      | Casa del Gas                             | C. Ignasi Iglesias cantonada amb av. Martí Pujol                   | Bloc d'habitatges. |        |
| 1956      | Reforma del Cor de Marina                | Pg. de la Rambla, 12                                               | Reforma consistent en la construcció d'un altell a la planta baixa. Va provocar la modificació de la porta d'entrada i la supressió dels finestrals.                                                           |        |
| 1956-1958 | Grup de la Caixa                         | Carrer dels Arbres/La Plana                                        | Bloc d'habitatges d'una certa qualitat constructiva per l'època, destinada a famílies de classe mitjana, que formen part d'una operació de millora de prestigi de la Caixa.                                    |        |
| 1956-1964 | Parròquia de la Mare de Déu de la Salut  | Pg. de la Salut, 36-38                                             | |        |
| 1959      | Restauració de l'església de Santa Maria | Pl. de Barberà                                                     | La reconstrucció i restauració del restant de l'església el 1939, dirigides per Joan Amigó i Barriga, fou especialment de la part de llevant, tret de la part inferior de la façana.                           |        |

### Barcelona
| Any  | Nom          | Ubicació                             | Descripció | Imatge |
| ---- | ------------ | ------------------------------------ | --- | ------ |
| 1930 | Edifici Cros | Pg. de Gràcia, 56 cantonada c. Aragó | Va ser la seu de l'empresa química Cros. Generalment d'estil eclèctic, però amb influència de l'escola americana, l'obra s'inscriu en el corrent dels grans edificis d'oficines de seus socials de grans empreses. Té elements classicistes, com els frontons i columnes gegants. Finalment, rematen i atorguen potència a la façana les dues torres cúbiques de les cantonades. |        |